# إيبون موس باكراك
إيبون موس باتراش (بالإنجليزية: Ebon Moss-Bachrach) هو ممثل أمريكي، ولد في 17 أغسطس 1978 في الولايات المتحدة.

## أعمال

### أفلام
- (2003) ابتسامة الموناليزا[4]
- (2006) منزل البحيرة[5]

### مسلسلات
- المعاقب
- بيرسون أوف إنترست
- جون آدامز
- فتيات

## وصلات خارجية
- مقالات تستعمل روابط فنية بلا صلة مع ويكي بيانات